# Катастрофа Ил-14 под Кутаиси
Катастрофа Ил-14 (Avia 14) по Кутаиси — авиационная катастрофа, произошедшая в субботу 24 августа 1963 года в районе Кутаиси с Авиа-14П (Ил-14П) компании Аэрофлот, при этом погибли 32 человека.

## Самолёт
Avia 14P (обозначение Ил-14П чехословацкого производства) с заводским номером 602107 и серийным 02-07 был выпущен заводом Avia (Прага, Чехословакия) 23 февраля 1957 года. Пассажировместимость салона составляла 18 мест, хотя в документах за декабрь 1957 года самолёт упоминается как грузовой. Авиалайнер продали в Советский Союз Главному управлению гражданского воздушного флота, где он получил регистрационный номер СССР-Л1617 и был направлен в Тбилисский объединённый авиаотряд (112-й ЛО) Грузинского территориального управления гражданского воздушного флота. В 1959 году была проведена перерегистрация, в результате которой бортовой номер сменился на CCCP-61617. По некоторым данным, лайнер был также переделан в модель Авиа-14М (Ил-14М). Его общая наработка составляла 11 682 часа.

## Экипаж
- Командир воздушного судна — Хетешвили Арчил Алексеевич
- Второй пилот — Белый Георгий Владимирович
- Бортмеханик-инструктор — Супрунов Михаил Захарович, старший инженер 112-го лётного отряда
- Бортрадист — Акопянц Григорий Ованесович
- Стюардесса — Месхи Нина Васильевна

## Катастрофа
Самолёт выполнял пассажирский рейс 663 из Тбилиси в Краснодар. В 10:08 он приземлился на промежуточную остановку в Кутаиси. Следующей промежуточной остановкой должен был быть Сухуми. В 10:45 рейс 663 вылетел из Кутаиси, а через 3—4 минуты с его борта было доложено о выполнении взлёта и визуальном полёте на высоте 600 метров. В ответ диспетчер дал указание следовать по основному маршруту на высоте 1500 метров, следя при этом за погодными условиями. В 10:52 с самолёта было доложено о следовании на Сухуми на высоте 1500 метров, а также, что полёт выполняется между слоями облачности в условиях сильных осадков, но земля просматривается. После этого экипаж на связь не выходил и на вызовы не отвечал.
Уже после вылета из Кутаиси рейс 663 начал отклоняться вправо от маршрута. В районе Цулукидзе экипаж неожиданно для себя столкнулся с сильной грозой, при этом нижняя граница облачности составляла 300—400 метров, а видимость не превышала 3 километров. Несмотря на такую непогоду, командир Хетешвили принял решение не возвращаться в аэропорт вылета или следовать по обходному через Поти, а вместо этого попытаться обойти грозу справа со стороны гор. Уклоняясь вправо и уходя всё дальше от трассы, летящий на высоте 900 метров самолёт попал зону с ливневым дождём, о которых бортрадист и сообщил в 10:52 на землю. В 10:53 в 32 километрах северо-западнее аэропорта вылета и в 7 километрах севернее Гегечкори летящий по курсу 27° (при курсе следования по трассе 287°) авиалайнер в 13 километрах от трассы на высоте 900 метров врезался в горный склон, в результате чего полностью разрушился и загорелся. Все находящиеся на его борту люди погибли.
Всего на борту должны были находиться 5 членов экипажа и 24 пассажира. Но при изучении обломков были обнаружены также три безбилетника, из которых в двух удалось опознать работников Тбилисского авиаотряда (личность третьего установить не удалось). Таким образом, всего в катастрофе погибли 32 человека.

## Причины
Согласно прогнозу погоды, на основном маршруте полёта ожидалась гроза с дождём, слоисто-кучевая и кучево-дождевая переменная облачность (5—8 баллов) с нижней границей 600—1000 метров, а горизонтальная видимость при этом 4—10 километров. Руководитель полётов (РП) знал, что на основном маршруте из Кутаиси в Сухуми гроза, тогда как на обходном (через Поти) метеоусловия были хорошими, к тому же с вылетевшего ранее из Кутаиси самолёта сообщили, что визуальный полёт по основному маршруту на Сухуми невозможен, в связи с чем запросили разрешение следовать по обходному маршруту. Однако экипаж борта 61617 перед вылетом не получил эту информацию. Вероятно, это было вызвано усталостью руководителя полётов, который по просьбе заместителя начальника аэропорта задержался с ночной смены  и работал уже около 14 часов. Затем в 10:38 на диспетчерскую вышку от наблюдателя АМСГ было сообщено, что облачность опустилась с 1100 до 450 метров, однако эта информация до экипажа борта 61617 также не была доведена. Когда же экипаж попытался обойти грозу, то в условиях ограниченной видимости не заметил, что следует прямо на горы. Диспетчер в свою очередь не контролировал полёт рейса 663, а потому не предотвратил катастрофу.
По мнению комиссии, виновниками катастрофы являлись:
1. Руководитель полётов — разрешил визуальный полёт на высоте 1500 метров в горной местности без наличия метеоусловий.
2. Диспетчер КДП Кутаисского аэропорта — не стал запрещать вылет и не предупредил экипаж о снижении облачности, вместо этого дав указание выполнять визуальный полёт на высоте 1500 метров, хотя в данных метеоусловиях это было невозможно. При этом не выполнялся инструментальный контроль за полётом рейса 663.
3. Командир воздушного судна — выполнял визуальный полёт, хотя в данных метеоусловиях это было невозможно, при этом ниже безопасной высоты.
4. Заместитель начальника аэропорта Кутаиси — разрешил РП дневной смены опоздать на работу на два часа, но при заступлении дневной смены не стал лично замещать его, в связи с чем РП ночной смены был вынужден задержаться на работе. В свою очередь, отпросившийся РП дневной смены задержался не на два, а на четыре часа, что ещё больше увеличило продолжительность работы РП ночной смены.